# Saraina
Genre
Saraina est un genre d'araignées aranéomorphes de la famille des Salticidae.

## Distribution
Les espèces de ce genre se rencontrent en Afrique centrale et en Afrique de l'Ouest.

## Liste des espèces
Selon World Spider Catalog (version 18.0, 15/05/2017) :
- Saraina deltshevi Azarkina, 2009
- Saraina kindamba Azarkina, 2009
- Saraina rubrofasciata Wanless & Clark, 1975

## Publication originale
- Wanless & Clark, 1975 : On a collection of spiders of the family Salticidae from the Ivory Coast (Araneae). Revue de zoologie africaine, vol. 89, p. 273-296.